# 고상버스

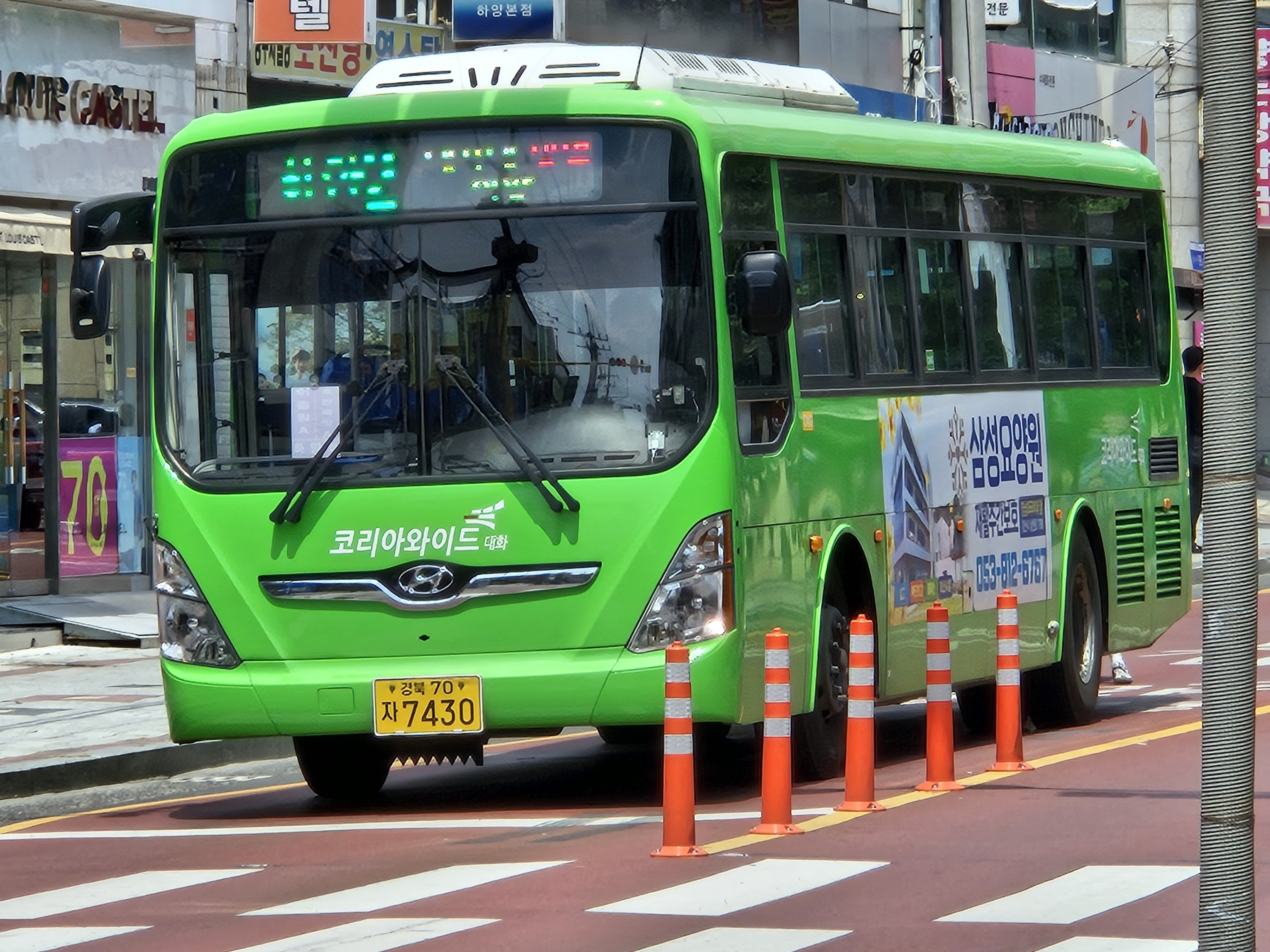
대화교통에서 운행 중인 뉴 슈퍼에어로시티

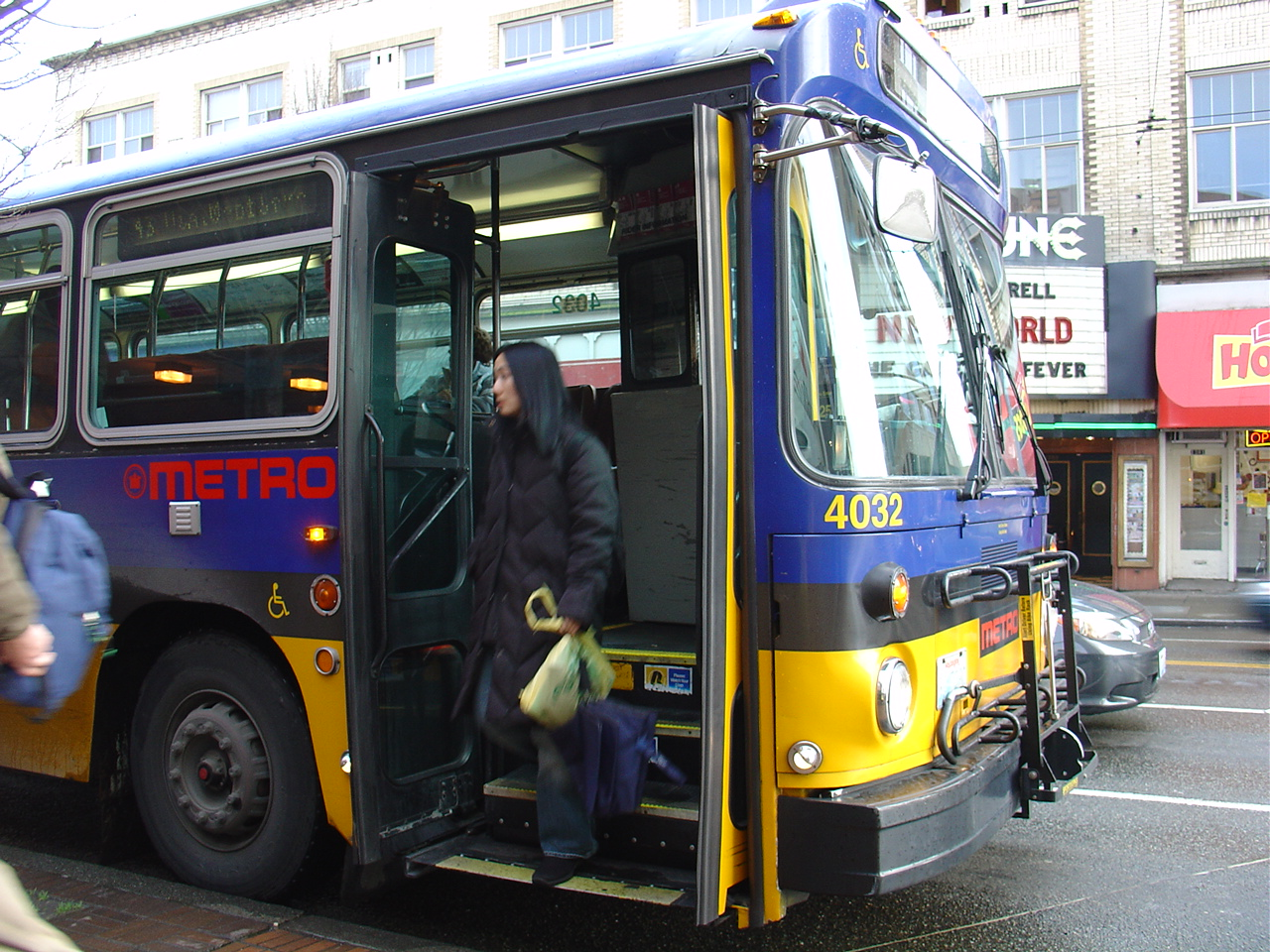
고상형 트롤리버스

고상버스는 계단이 2개 있는 버스를 가리키는 단어이다. 저상버스의 반대 의미를 가진 용어이다.

## 설명
고상버스는 주로 시내버스, 시외버스, 고속버스, 관광버스에 주로 쓰이며 하이데커나 스탠다드데커로 불리는 버스들도 모두 고상버스에 속한다. 시내버스에만 쓰이는 저상버스와 달리 고상버스는 다양한 용도에 쓰이며 좌석버스는 고상버스인 경우가 많다. 현대 유니버스, 기아 그랜버드, KGM 스마트 110E, 우진산전 아폴로 1200, 하이거 하이퍼스 HP, 하이거 하이퍼스 프라임, 스카이웰 리오네가 대표적인 고상버스가 된다. 고상버스는 본래 시내버스로도 많이 판매되었지만 대한민국에서는 2024년부터 일반적인 시내버스 노선에는 고상버스를 대신하여 저상버스를 신차로 투입하는 것을 의무화하여서 고상버스를 기반으로 한 일반적인 시내버스의 신차는 2024년을 이후로 보기 힘든 편이다. 2024년을 이후에 고상버스의 시내버스 신차는 저상버스가 투입되기 어려운 지역을 다니는 시내버스 노선이나 일반좌석버스, 직행좌석버스, 광역급행버스인 노선에 대해서만 허용되고 있다. 또한 수소전기버스의 경우는 대다수가 저상버스이지만 현대 유니버스 수소전기버스의 경우는 고상버스를 기반으로 한 수소전기버스가 된다.

## 같이 보기
- 저상버스
- 버스